# جان بيار فيرلاند
جان بيار فيرلاند هو مغن مؤلف كندي، ولد في 24 يونيو 1934 في مونتريال في كندا.

## وصلات خارجية
- جان بيار فيرلاند على موقع IMDb (الإنجليزية)
- جان بيار فيرلاند على موقع ميوزك برينز (الإنجليزية)
- جان بيار فيرلاند على موقع أول ميوزيك (الإنجليزية)
- جان بيار فيرلاند على موقع ديسكوغز (الإنجليزية)
- جان بيار فيرلاند على موقع قاعدة بيانات الفيلم (الإنجليزية)